# اگندورف ایم ترونکرایس
اگندورف ایم ترونکرایس (به آلمانی: Eggendorf im Traunkreis) یک منطقهٔ مسکونی در اتریش است که در ناحیه لینتس لند واقع شده‌است. اگندورف ایم ترونکرایس ۹ کیلومتر مربع مساحت دارد ۳۶۴ متر بالاتر از سطح دریا واقع شده‌است.